# Grieskopf
Grieskopf är en bergstopp i Österrike.   Den ligger i distriktet Landeck och förbundslandet Tyrolen, i den västra delen av landet, 500 km väster om huvudstaden Wien. Toppen på Grieskopf är 2 581 meter över havet, eller 259 meter över den omgivande terrängen. Bredden vid basen är 1,0 km.
Terrängen runt Grieskopf är huvudsakligen bergig. Närmaste större samhälle är Landeck, 17,8 km öster om Grieskopf. 
Trakten runt Grieskopf består i huvudsak av gräsmarker. Runt Grieskopf är det ganska glesbefolkat, med 27 invånare per kvadratkilometer.